# Саражинка
Саражи́нка (укр. Саражинка) — село, относится к Подольскому району Одесской области Украины.
Население по переписи 2001 года составляло 1119 человек. Почтовый индекс — 66123. Телефонный код — 4866. Занимает площадь 4,74 км². Код КОАТУУ — 5120687901.
Находится в 25 км к северо-востоку от Балты. На севере граничит с сёлами Стратиевка и Любомирка Чечельницкого района Винницкой области, на востоке — с селом Перейма, на юге с Барсуками, на западе с селом Смолянка Кодымского района.

## История
Село было основано в 1651 году. Прежнее название — Сараджин.
В 1664 году у села прошла битва между Войском Запорожским Низовым во главе с Иваном Сирком и объединённым польско-калмыцко-татарским войском. Старый распаханный курган, «Казацкая могила», в 4 км к северу от Саражинки, возможно действительно является могилой для павших в той битве.
В XVII—XVIII веках село находилось в Брацлавском воеводстве Королевства Польского. После раздела Польши село оказалось в Балтском уезде Подольской губернии. В XIX веке село Саражинка было в составе Переймской волости Балтского уезда. В селе была Покровская церковь. С начала XX века находилось в Балтском районе Одесской области. В 1930—1950-х годах входило в Песчанский район Молдавской АССР. С 17 июля 2020 года входит в Подольский район Одесской области.
Во время Голода 1932—1933 годов умерло как минимум 38 жителей села.

## Население
Согласно Переписи населения УССР 1989 года, в селе проживало 1475 человек: 618 мужчин и 857 женщин. В 2001 же году население составило 1117 человек.
| 1989 | 2001   |
| ---- | ------ |
| 1475 | ↘ 1117 |

### Язык
Родные языки жителей Саражинки согласно Переписи населения 2001 года:
| Язык       | Процент |
| ---------- | ------- |
| украинский | 98,66 % |
| молдавский | 0,71 %  |
| русский    | 0,63 %  |

## Достопримечательности
В Саражинке есть несколько исторических памятников. Например в 1761 году была основана деревянная трёхэтажная православная церковь. В 1865 году был построен новый храм, однако уже кирпичный и одноэтажный. Недавно храм был реставрирован усилиями местных активистов.
На окраинах села было найдено несколько археологических объектов трипольской и черняховской культур, а также бронзового века.

## Местный совет
- 66123, Одесская обл., Подольский район, с. Саражинка